# Coleophora brunneipennis
Coleophora brunneipennis é uma espécie de mariposa do gênero Coleophora pertencente à família Coleophoridae.